# Salvador Martínez Pérez
Salvador Martínez Pérez (ur. 26 lutego 1933 w Abasolo, zm. 2 stycznia 2019 w Irapuato) – meksykański duchowny katolicki, biskup diecezjalny Huejutla 1994–2009.

## Życiorys
Święcenia kapłańskie otrzymał 2 kwietnia 1960.
24 czerwca 1994 papież Jan Paweł II mianował go biskupem diecezjalnym Huejutla. 26 lipca tego samego roku z rąk biskupa Girolamo Prigione'a przyjął sakrę biskupią. 12 marca 2009 na ręce papieża Benedykta XVI ze względu na wiek złożył rezygnację z zajmowanej funkcji.
Zmarł 2 stycznia 2019.